# Filipíny na Letních olympijských hrách 1936
Filipíny se účastnily Letní olympiády 1936 v německém Berlíně v 6 sportech. Zastupovalo je 28 sportovců.

## Medailisté
| Medaile | Jméno        | Sport    | Soutěž              |
| ------- | ------------ | -------- | ------------------- |
| Bronz   | Miguel White | Atletika | Muži 400 m překážek |